# Baratol (eksploziv)
Baratol je eksploziv napravljen od mešavine TNT-a i barijum nitrata, sa malom količinom (oko 1%)  parafinskog voska koji se koristi kao sredstvo za flegmatizaciju . TNT obično čini 25% do 33% smeše. Zbog velike gustine barijum nitrata, Baratol ima gustinu od najmanje 2,5 g/cm³.
Baratol, koji ima brzinu detonacije od samo oko 4.900 metara u sekundi,  je korišćen kao eksploziv koji sporo detonira u eksplozivnim sočivima nekih ranih dizajna atomske bombe, a Kompozicija B se često koristila kao komponenta koja brzo detonira. Atomske bombe su detonirane u Triniti 1945., sovjetska Džo 1 1949. i u Indiji 1972. sve su koristile Baratol i kompoziciju B. 
Baratol je takođe korišćen u Mils bombi, britanskoj ručnoj bombi.